# اندی بشیر
اندی بشیر (انگلیسی: Andy Beshear؛ زادهٔ ۲۹ نوامبر ۱۹۷۷) یک سیاست‌مدار و وکیل اهل ایالات متحده آمریکا و  شصت و یکمین فرماندار ایالت کنتاکی است. وی فرزند استیو بشیر فرماندار سابق کنتاکی است. او در سال ۲۰۱۹ به عنوان فرماندار کنتاکی انتخاب شد. پدر او از سال ۲۰۰۷ تا ۲۰۱۵ فرماندار این ایالت بود.

## مواضع سیاسی
سقط جنین
اندی بشیر از حکم رو علیه وید حمایت می‌کند و به آزادی دسترسی به سقط جنین باور دارد. در آپریل ۲۰۲۰ مجلس ایالت کنتاکی لایحه‌ای نوشت که به دادستان کل ایالت اجازه می‌داد سقط جنین را در دوران شیوع کووید-۱۹ به تعلیق آورد؛ اما بشیر این لایحه را وتو کرد و مانع تحقق آن شد.
شیوع کووید-۱۹
اندی بشیر در ۲۵ مارس ۲۰۲۰ وضعیت اضطراری همه‌گیری کووید-۱۹ را در سطح ایالت اعلام کرد و از صاحبان مشاغل خواست که مشتریان خود را ملزم به پوشش صورت خود کنند. او همچنین تجمعات انبوه را موقتاً ممنوع اعلام کرد اما مجامع عادی‌ای مانند کتابخانه‌ها و بازارها تعطیل نشدند. حقوق‌دانانی مانند فلوید آبرامز، ممنوعیت تجمعات انبوه توسط بشیر را اقدامی ضدقانون‌اساسی خواندند؛ چرا که متمم اول قانون اساسی ایالات متحدهٔ آمریکا، تجمعات اعتراضی را، به عنوان ضمانتی برای آزادی بیان، محترم می‌شمارد.
مواد مخدر
اندی بشیر معتقد است که داشتن ماری‌جوانا نباید حبس داشته باشد، و این شکل از جرم‌انگاری ماری‌جوانا صرفاً جمعیت زندانیان را بیشتر می‌کند، بدون آنکه گناه واقعی‌ای صورت گرفته باشد. او، مصرف داریویی ماری‌جوانا را در کنتاکی قانونی کرده است.
آزادی اسلحه
کنتاکی یکی از آزادترین و قانون‌زدایی‌شده‌ترین ایالات آمریکا از نظر اسلحه است.
علی‌رغم متمم دوم قانون اساسی ایالات متحدهٔ آمریکا که بر آزادی حمل اسلحه و ارتش‌های خصوصی دلالت دارد، برخی ایالات، قوانینی موسوم به ممنوعیت تسلیحات متجاوزانه (Assault weapon ban) تصویب می‌کنند که به وسیلهٔ آن برخی انواع اسلحه را در سطح ایالتی غیرقانونی اعلام می‌شود. با وجود فرهنگ قوی و تاریخی اسلحه در کنتاکی، اندی بشیر هم با ایجاد قانون ممنوعیت تسلیحات متجاوزانه در کنتاکی مخالفت می‌کند.
با این حال، تصویب یک قانون جایگزین به نام قانون پرچم قرمز را حمایت می‌کند که به پلیس اجازه دهد اسلحه‌های گرم کسانی که قاضی‌ها خطرناک قلمداد می‌کنند را به طور موقت مصادره کند.

در ۱۰ آپریل ۲۰۲۳ یکی از دوستان صمیمی اندی بشیر در بانک لویی‌ویل به ضرب گلوله کشته شد. بشیر در واکنش به این اتفاق در توییتر خود نوشت:
ادارهٔ پلیس لویی‌ویل حادثهٔ تیراندازی در مرکز شهر لویی‌ویل را با چندین تلفات تایید کرده است و من دارم به آنجا می‌روم. لطفاً برای همه خانواده‌های زیان‌دیده و برای شهر لویی‌ویل دعا کنید.

## نامزدی برای معاونت رئیس‌جمهور
پس از کناره‌گیری رئیس‌جمهور جو بایدن از انتخابات ریاست‌جمهوری ۲۰۲۴ و آغاز حمایت چهره‌های محوری حزب از کامالا هریس برای جایگزینی جو بایدن، در آگوست ۲۰۲۴ نیویورک‌تایمز و ان‌بی‌سی‌ نیوز، اندی بشیر را در کنار پیت بودجج، تیم والز، مارک کلی و جاش شپیرو به عنوان گزینه‌های نهایی حزب دموکراتیک برای معاونت کامالا هریس معرفی کردند. نهایتاً هریس، تیم والز را برگزید و کمپین هریس-والز به ترامپ-ونس شکست خورد.

## نامزدی برای ریاست‌جمهوری
اندی بشیر در ۲ مه ۲۰۲۵ برای نامزدی انتخابات ریاست‌جمهوری ۲۰۲۸ آمریکا اعلام آمادگی کرد و گفت: «اگر من کسی هستم که می‌تواند این ملت را گرد هم آورد، و امیدوارانه، زمینهٔ مشترکی برای آن‌ها باشد، [ریاست‌جمهوری را] در نظر خواهم گرفت.»
سپس، چارلز کرک، یکی از چهره‌های رسانه‌ای جمهوری‌خواه و ترامپیست،  بشیر را یک دموکرات سرسخت و خطرناک معرفی کرد.